# NGC 6177
NGC 6177 је спирална галаксија у сазвежђу Херкул која се налази на NGC листи објеката дубоког неба.
Деклинација објекта је + 35° 3' 20" а ректасцензија 16h 30m 38,8s. Привидна величина (магнитуда) објекта NGC 6177 износи 13,7 а фотографска магнитуда 14,5. NGC 6177 је још познат и под ознакама UGC 10428, MCG 6-36-49, CGCG 196-72, KUG 1628+351, PGC 58390.